# ザルジス
ザルジス (アラビア語: جرجيس, Zarzīs) は、チュニジアの南東部にある海岸都市であり、地中海に面する。主に晴れて乾燥しており、古く伝統的な人気観光地となっている。主要港でもあり、経済活動公園の本拠地ともなっている。戦略的に重要な港であり、フェニキア人、ローマ人、アラブ人の領地であった。

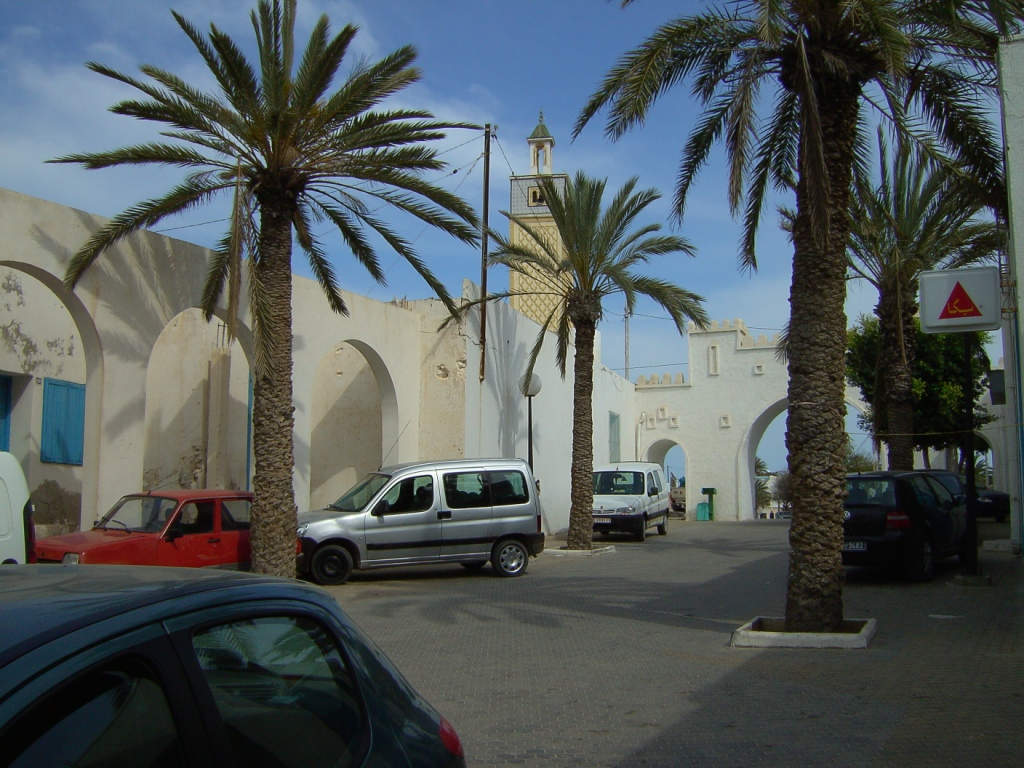

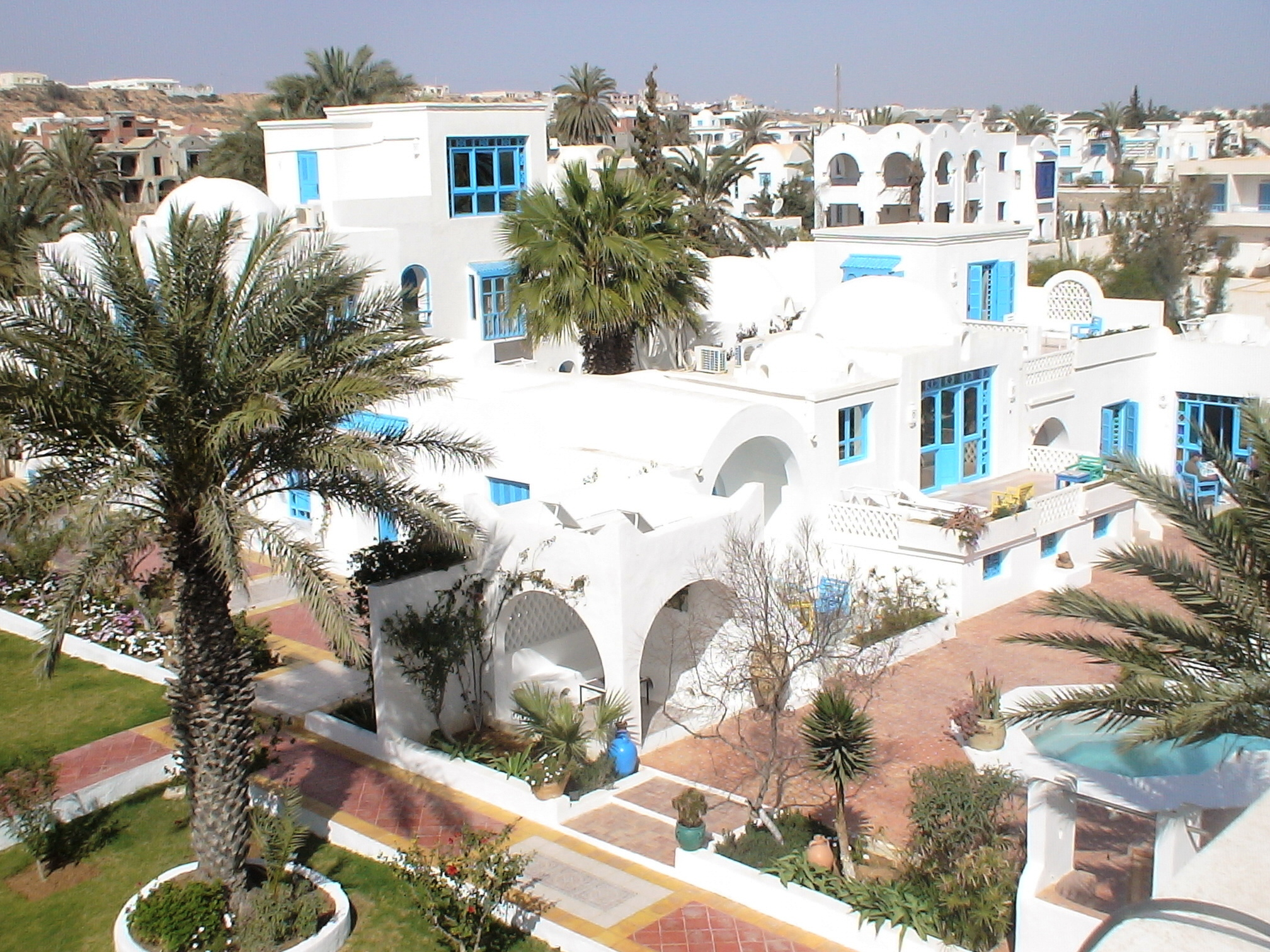

## 歴史
「Gergis」として知られる都市は、Syrtiqueの西端にあり、メニンクス島（現在のジェルバ島）からも遠くなかった。Stadiasmeによれば、町には城があり、廃墟ではあるが未だに現存する砦で、旧名は「Zarzis now」と発音される。この町は、古代ユダヤ人作家によると、その起源は恐らくヨシュアの時代にカナンを去り、北アフリカに定住したGergesilesにある。

## 地理
ザルジスは、町の名前が冠せられた東部半島の南端に位置しており、長い海岸線を持っている。様々な景観が、非常に多様な気候条件を反映させている。